# Домбрувка (Ґродзиський повіт)
Домбрувка (пол. Dąbrówka) — село в Польщі, у гміні Гродзиськ-Мазовецький Ґродзиського повіту Мазовецького воєводства.
У 1975-1998 роках село належало до Варшавського воєводства.